# 베시크 쿠두호프
베시크 세로디노비치 쿠두호프(러시아어: Бе́сик Сероди́нович Куду́хов, 1986년 8월 15일~2013년 12월 29일)는 러시아의 레슬링 선수이다. 오세트인 혈통으로 2008년 하계 올림픽에서 동메달, 2012년 하계 올림픽에서 은메달을 획득하였다. 또한 세계 선수권 대회에서 4번(2007~2011) 우승했으며 2007 유럽 선수권 대회에서 우승을 차지했다.
2013년 12월에 교통 사고로 사망했다. 